# Draba aspera
Draba aspera är en korsblommig växtart som beskrevs av Antonio Bertoloni. Draba aspera ingår i släktet drabor, och familjen korsblommiga växter. Inga underarter finns listade i Catalogue of Life.

## Bildgalleri

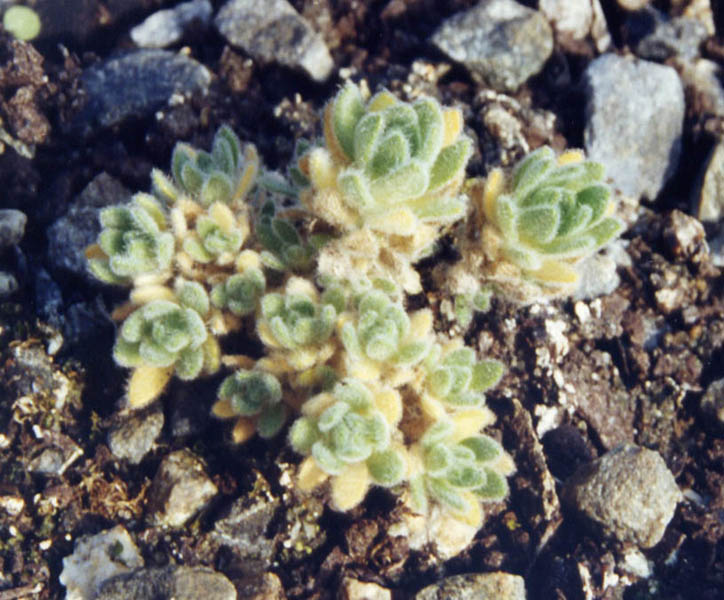